# Ptychochromis oligacanthus
Ptychochromis oligacanthus és una espècie de peix de la família dels cíclids i de l'ordre dels perciformes.

## Morfologia
- Els mascles poden assolir 25 cm de longitud total.[1][2]

## Hàbitat
Viu en zones de clima tropical entre 24 °C-30 °C de temperatura.

## Distribució geogràfica
Es troba a Madagascar.